# Arrondissement de Sprottau

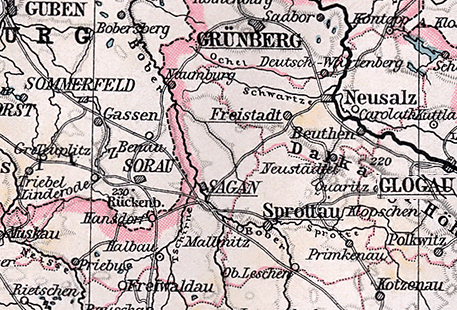
Les arrondissements de Sprottau et Sagan en 1905

L'arrondissement de Sprottau est un arrondissement prussien en province de Silésie. Il existe de 1742 à 1945. Sur son ancien territoire se trouvent aujourd'hui les powiats polonais de Żagań et Polkowice.

## Histoire

### Royaume de Prusse
Après la conquête de la majeure partie de la Silésie par la Prusse en 1741, les structures administratives prussiennes sont introduites en Basse-Silésie par l'ordre du cabinet royal du 25 novembre 1741. Celles-ci comprennent la création de deux chambres de guerre et de domaine (de) à Breslau et Glogau ainsi que leur division en arrondissements et la nomination d' administrateurs d'arrondissement le 1er janvier 1742.
Dans la principauté de Glogau, des arrondissements prussiens sont formés à partir des six anciens faubourgs silésiens existants de Freystadt, Glogau, Grünberg, Guhrau, Schwiebus et Sprottau. Heinrich Friedrich von Logau und Altendorff est nommé premier administrateur de l'arrondissement de Sprottau,. L'arrondissement est subordonné à la Chambre de la guerre et du domaine de Glogau, dont le district de Liegnitz dans la province de Silésie émerge au cours des réformes Stein-Hardenberg en 1815
.
Avec la réforme des arrondissements du 1er janvier 1820 dans le district de Liegnitz, l'arrondissement de Sprottau reçoit les communes de Girbigsdorf, Kunzendorf, Reußenfeldau, Rückersdorf et Wittgendorf de l'arrondissement de Sagan, et les communes d'Alt Gabel, Buckwitz, Kalten Briesnitz, Milckau, Neu Gabel et Suckau de l'arrondissement de Freystadt-en-Basse-Silésie. De son côté, l'arrondissement de Sprottau donne la commune de Wengeln à l'arrondissement de Lüben.

### État libre de Prusse
Le 8 novembre 1919, la province de Silésie est dissoute. La nouvelle province de Basse-Silésie est formée à partir des districts de Breslau et Liegnitz. Le 30 septembre 1929, une réforme territoriale a lieu dans l'arrondissement de Sprottau, comme dans le reste de l'État libre de Prusse, au cours de laquelle tous les districts de domaine sont dissous et attribués à des communes rurales voisines.
Le 1er octobre 1932, la plus grande partie de l'arrondissement dissous de Sagan est intégré à l'arrondissement de Sprottau. Le 25 novembre, la ville de Sagan est désignée comme nouveau siège administratif de l'arrondissement de Sprottau.
À 3. Le 1er janvier 1936, le village agricole héréditaire nouvellement créé de Hierlshagen, nommé d'après le chef du service du travail du Reich Konstantin Hierl, est construit à Sprottebruch (de) sur le territoire de la commune de Langen.
Le 1er avril 1938, les provinces prussiennes de Basse-Silésie et de Haute-Silésie fusionnent pour former la nouvelle province de Silésie.
Le 18 janvier 1941, la province de Silésie est dissoute. La nouvelle province de Basse-Silésie est formée à partir des districts de Breslau et Liegnitz.
Au printemps 1945, l'arrondissement est occupé par l'Armée rouge. À l'été 1945, l'arrondissement est placé sous administration polonaise par les forces d'occupation soviétiques conformément à l'Accord de Potsdam (de). L'afflux de civils polonais commence dans l'arrondissement, dont certains viennent des zones à l'est de la ligne Curzon qui sont tombées aux mains de l'Union soviétique. Dans la période qui suit, la majeure partie de la population allemande est expulsée de l'arrondissement.

## Évolution de la démographie
| Année | Habitants | Source |
| ----- | --------- | ------ |
| 1795  | 19 463    | [ 8 ]  |
| 1819  | 19 819    | [ 9 ]  |
| 1846  | 32 415    | [ 10 ] |
| 1871  | 33 697    | [ 11 ] |
| 1885  | 35 827    | [ 12 ] |
| 1900  | 39 042    | [ 13 ] |
| 1910  | 39 882    | [ 13 ] |
| 1925  | 40 287    | [ 14 ] |
| 1939  | 96 255    | [ 14 ] |

## Administrateurs de l'arrondissement
1742–175200Heinrich Friedrich von Logau und Altendorff (de)
1756–177200Carl Christian Heinrich von Logau und Altendorff (de)
1779–180100Ernst Ludwig Heinrich von Eckartsberg (de)
1801–180600Caspar Adolf Erdmann von Knobelsdorff (de)
1811–183100Kaspar von Knobelsdorff
1831–185700Alexander Maximilian von Schkopp (de)
1857–186900Robert von Reder (de)
1869–187700Hans von Kanitz
1877–189000Günther von Dallwitz (de)
1890–191000Henning von Klitzing
1910–191900Wilhelm von Kottwitz (de)
19190000000Eichert
1920–192500Karl Dietrich (de)
1925–193200Hermann Kranold (de)
1932–193300Oskar von Bezold (de)
19330000000Pintzke
1933–000000Hans-Walter Friderici

## Constitution communale
Depuis le XIXe siècle, l'arrondissement de Sprottau est divisé en villes, en communes rurales et en districts de domaine. Avec l'introduction de la loi constitutionnelle prussienne sur les communes du 15 décembre 1933 ainsi que le code communal allemand du 30 janvier 1935, le principe du leader est appliqué au niveau municipal. Une nouvelle constitution d'arrondissement n'est plus créée; Les règlements de l'arrondissement pour les provinces de Prusse-Orientale et Occidentale, de Brandebourg, de Poméranie, de Silésie et de Saxe du 19 mars 1881 restent applicables.

## Communes
L"arrondissement de Sprottau comprend pour la dernière fois trois villes et 102 communes rurales :
| - Altgabel - Altkirch - Armadebrunn - Baierhaus - Bergisdorf - Boberwitz - Bockwitz - Brennstadt - Briesnitz - Buchwald b. Sagan - Burau - Charlottenthal - Dittersbach - Dittersdorf - Dober-Pause - Ebersdorf - Eckartswaldau - Eckersdorf - Eisenberg - Freiwaldau - Gießmannsdorf - Girbigsdorf - Gladisgorpe - Gräflich Zeisau - Greisitz - Groß Selten - Halbau | - Hammerfeld - Hansdorf - Hartau - Hermsdorf b. Sagan - Hertwigswaldau - Hirschfeldau - Hirtenau - Hirtendorf - Johnsdorf - Kalkreuth - Kaltdorf - Kaltenbriesnitz - Karpfreiß - Klein Gläsersdorf - Klein Heinzendorf - Klein Kothau - Klein Polkwitz - Klein Selten - Klix - Kortnitz - Krampf - Kunau - Kunzendorf - Küpper b. Sagan - Küpper b. Sprottau - Langen - Langheinersdorf | - Leuthen - Liebichau - Liebsen - Lipschau-Dohms - Loos - Machenau - Mallmitz - Mednitz - Merzdorf b. Sagan - Metschlau - Milkau - Neue Forst, Kolonie - Neugabel - Neuhammer - Neuhaus - Nieder Gorpe - Nieder Hartmannsdorf - Niederleschen - Nieder Zauche - Nikolschmiede - Ober Hartmannsdorf - Ober Leschen - Ottendorf - Petersdorf b. Karpfreiß - Petersdorf b. Sagan - Primkenau, ville - Qumälisch | - Rengersdorf - Reuthau - Rückersdorf - Sagan, ville - Schadendorf - Schönbrunn - Schonthal - Sichdichfür - Silber - Sprottau, ville - Sprottischwaldau (de) - Suckau - Tschiebsdorf - Wachsdorf - Waltersdorf - Weißig - Wichelsdorf - Wiesau - Wittgendorf - Wolfersdorf - Wolfsdorf - Zeipau - Zeisdorf - Zirkau |

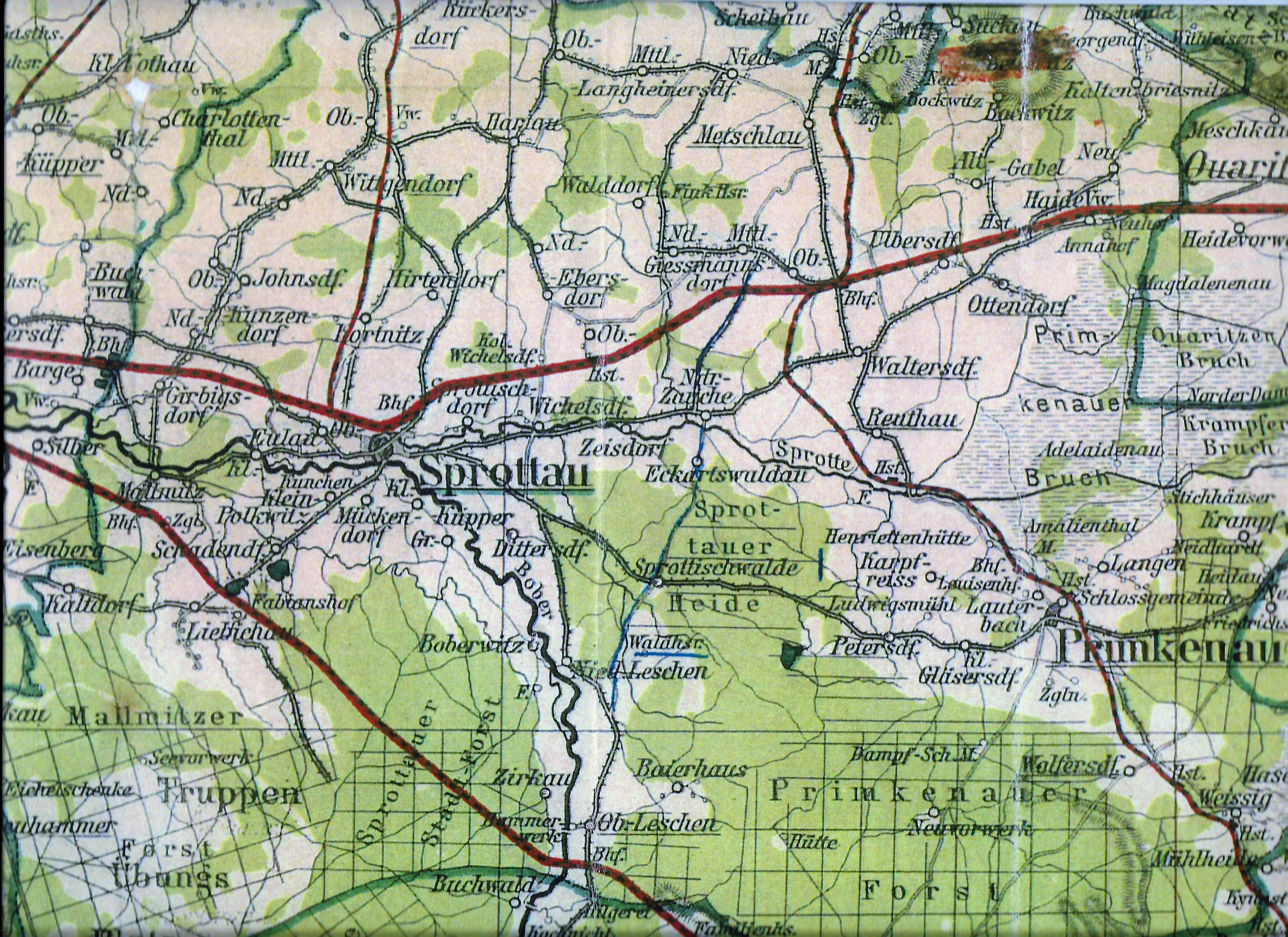
Environs de l'arrondissement de Sprottau vers 1910

L'arrondissement comprend également les districts immobiliers inhabités de Forst Klitschdorf-Wehrauer Heide, Forst Neuvorwerk, Forst Saganer Heide et le terrain d'entraînement militaire de Neuhammer (de).
Anciennes communes
- Groß Eulau, intégrée le 1er avril 1929 à Rückersdorf
- Haselbach, intégrée le 1er juillet 1929 à Klein Heinzendorf
- Ducal Zeisau, intégrée le 1er avril 1938 à Neuhammer
- Petit Eulau, intégrée le 1er avril 1923 à Eulau
- Koberbrunn, dissous en 1900 pour la zone d'entraînement militaire de Neuhammer
- Lauterbach, intégrée le 1er juillet 1929 à Primkenau
- Mückendorf, intégrée le 30 septembre 1928 à Sprottau
- Neuvorwerk, intégrée le 1er avril 1938 au district forestier de Neuvowerk
- Nieder-Buchwald, intégrée le 1er avril 1935 Buchwald
- Ober-Buchwald, intégrée le 1er avril 1935 Buchwald
- Reussenfeldau, intégrée le 1er avril 1929 à Rückersdorf
- Sprottischdorf, intégrée le 30 septembre 1928 à Sprottau
- Waldorf, intégrée le 1er juillet 1929 à Gießmannsdorf

## Changements de noms de lieux
Deux communes sont renommées dans les années 1930 :
- Puschkau → Hirtenau
- Tschirndorf → Hammerfeld

## Personnalités liées à l'arrondissement
- Emil zu Dohna-Schlodien (1805-1877), général né à Mallmitz.
- Adalbert zu Dohna (1816-1889), général né à Mallmitz.
- Nikolaus zu Dohna-Schlodien (1879-1956), officier de marine né à Mallmitz.